# Подберёзовское сельское поселение
Подберёзовское се́льское поселе́ние — муниципальное образование в Мценском районе Орловской области Российской Федерации.
Административный центр — деревня Подберёзово.

## История
Статус и границы сельского поселения установлены Законом Орловской области от 25 октября 2004 года № 434-ОЗ «О статусе, границах и административных центрах муниципальных образований на территории Мценского района Орловской области»

## Население
| 2010  | 2012  | 2013  | 2014  | 2015  | 2016  | 2017  |
| ----- | ----- | ----- | ----- | ----- | ----- | ----- |
| 1871  | ↘1861 | ↘1844 | ↘1785 | ↘1749 | ↘1721 | ↗1723 |
| 2018  | 2019  | 2020  | 2021  | 2023  |       |       |
| ↘1694 | ↗1698 | ↘1676 | ↗1851 | ↘1830 |       |       |

## Состав сельского поселения
| №  | Населённый пункт | Тип населённого пункта          | Население |
| -- | ---------------- | ------------------------------- | --------- |
| 1  | Большое Лыково   | деревня                         | 58        |
| 2  | Гамаюново        | деревня                         | 46        |
| 3  | Гантюрёво        | деревня                         | 30        |
| 4  | Жилино           | деревня                         | ↘596      |
| 5  | Казанский        | посёлок                         | ↗279      |
| 6  | Красная Горка    | деревня                         | 1         |
| 7  | Красный Борец    | посёлок                         | 91        |
| 8  | Крыцино          | деревня                         | ↗109      |
| 9  | Лужки            | посёлок                         | 31        |
| 10 | Михайлов Брод    | деревня                         | 11        |
| 11 | Подберёзово      | деревня, административный центр | ↘367      |
| 12 | Студенец         | деревня                         | 4         |
| 13 | Хальзево         | деревня                         | 7         |
| 14 | Холодково        | деревня                         | 14        |
| 15 | Чичерино         | деревня                         | 6         |
| 16 | Ядрино           | деревня                         | ↗219      |